# كودكس أزتيكي
كودكس أزتيكي

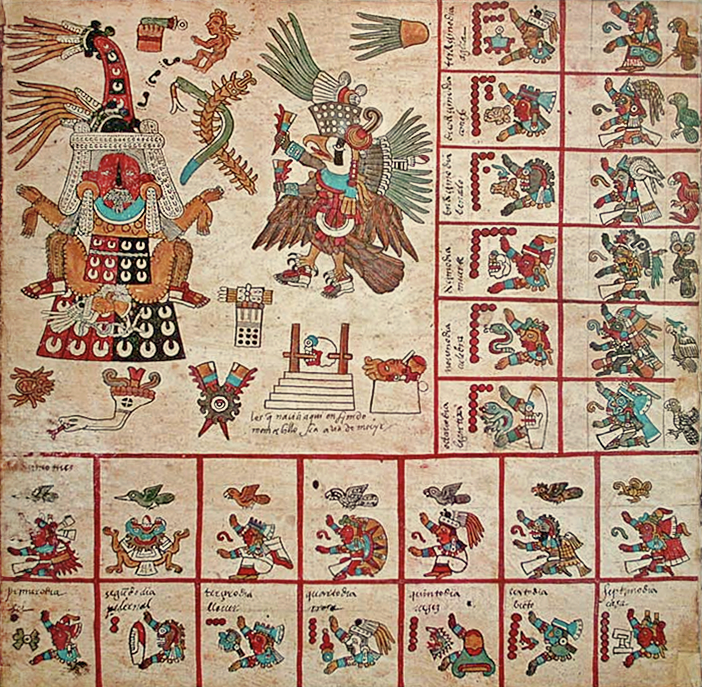
الصفحة 13 من كودكس بوربونيكوس

الكودكس الازتيكي هو كتاب مخطوط من أمريكا الوسطى القديمة كتبها خطاطون تلاكويلوانيون ازتيك بالرسوم الرمزية الازتيكية قبل الغزو الإسباني أو بعده.
ان الكودكسات التي نجت من غزو الإمبراطورية الازتيكية أو من حملات الحرق التي نظمها الكهنة الإسبان هي:
-كودكس ازكاتيتلان Codex Azcatitlan.
- الكودكس البوربوني Codex Borbonicus .
- الكودكس البوتوريني Codex Boturini .
-كودكس الماليابيتشيانو Codex Magliabechiano .
-كودكس مندوزا Codex Mendoza .
-كودكس موكتيزوما Codex Moctezuma .
- كودكس ريوس Codex Rios .
- كودكس تيليريانو Codex Telleriano.
- كودكس ريمنسيس Codex Remensis.
- كودكس تونالاماتل أوبين Codex tonalamatl Aubin .